# Bischofia
Bischofia Blume, 1827 è un genere di piante della famiglia Phyllanthaceae.

## Distribuzione e habitat
Il genere è diffuso nella Cina meridionale, nel subcontinente indiano, nel sud-est asiatico, in Nuova Guinea, nel Queensland e in varie isole dell'Oceano Pacifico.

## Tassonomia
Il genere Bischofia comprende le seguenti specie:
- Bischofia javanica Blume - diffusa in Cina meridionale, Taiwan, Ryūkyū, Himalaya, India (Assam, Andamane e Nicobare), Bangladesh, Indocina, Malaysia, Indonesia, Filippine, Papuasia, Queensland, Figi, Niue, Samoa, Tonga, Vanuatu, Isole Cook, Isole della Società
- Bischofia polycarpa (H.Lév.) Airy Shaw - endemismo della Cina (Anhui, Fujian, Guangdong, Guangxi, Guizhou, Hunan, Jiangsu, Jiangxi, Shaanxi, Yunnan, Zhejiang)